# Khouiptah (grand prêtre de Ptah)
Khouiptah a été un grand prêtre de Ptah de Memphis pendant le règne de Néferirkarê Kakaï (Ve dynastie).

## Généalogie
Khouiptah est le fils du grand prêtre de Ptah Kanefer et de Tjentéty.

## Sépulture
Sa tombe située à Saqqarah a livré plusieurs objets ainsi que des reliefs représentant également son père Kanefer qui le précéda dans la charge pontificale memphite.